# Ладислав I Лошонци
Ласло или Ладислав (I) Лошонци (венг. Losonci (I.) László; умер в январе-феврале 1392 года) — крупный венгерский барон, который занимал пост графа секеев с 1373 по 1376 год и воеводы Трансильвании с 1376 по 1385 год и с 1386 по 1392 год. Он был убежденным сторонником Марии, королевы Венгрии после 1382 года. В современных записях его часто называли Ладиславом Старшим, чтобы отличить его от своего родственника-тезки Ладислава II Лошончи.

## Ранняя жизнь
Представитель влиятельной семьи Лошонци. Сын Дезидерия I Лошонци, кастеляна Кёсега, затем Себешвара (сегодня Болога в Пойени, Румыния). У него было три брата, Денис, Михаил и Николас, которые также были графами секеев с 1382 по 1385 год. Семья Лошонци происходила из печенегского клана Томай. Прадедом Ладислава был знаменитый солдат, палатин Денис Томай, который был убит в битве при Мохи в 1241 году. У Ладислава был сын от брака с неизвестной женой, Янош, который умер бездетным примерно между 1399 и 1403 годами.
Впервые Ладислав появился в источниках в 1347 году. Венгерский король Людовик I Великий назначил его графом Секели в 1373 году (возможно, что он уже занимал эту должность с 1371 года, сменив Иштвана Лакцфи). В этом качестве, согласно королевской хартии, изданной Людовиком I в марте 1373 года, Ладислав Лошонци совершил «служебный проступок», когда помешал саксонцам Кронштадта (современный Брашов, Румыния) использовать свои леса в пределах границы их привилегированного владения в Бурценланде. Он был одним из баронов, подписавших договор о союзе между королями Людовиком I Венгерским и Карлом V Французским в декабре 1374 года. Ладислав Лошонци носил графское достоинство до 1376 года.

## Воевода Трансильвании
Ладислав Лошонци был назначен воеводой Трансильвании Людовиком I в мае 1376 года, снова сменив Стефана Лакфи. Кроме того, он также служил ишпаном комитата Сольнок, который принадлежал воеводству как часть его чести. Лошонци управлял провинцией со своего места в Сентивани в округе Торда (сегодня Воеводены, Румыния). Как современные румынские, так и венгерские названия деревни, Воеводени и Вайдашентивани, соответственно, сохранили его центральную роль в развитии и истории поселения. У него там была собственная канцелярия, магистр Гал выполнял функции его протонотариуса (главного нотариуса) в течение большей части его срока полномочий. Его вице-воеводой был Янош Темеш . В 1377 году Людовик I посетил Трансильванию. Вместе с лордом-канцлером Деметриусом и баном Николасом Сечи Лошонци принимал участие в определении границ поместий по всей провинции, инициированном Людовиком.
Людовик Великий скончался 10 сентября 1382 года. Архиепископ Эстергома Деметриус короновал его старшую дочь Марию «королем», в то время как вдовствующая королева Елизавета Боснийская приняла регентство. Однако они оставались непопулярными среди венгерской знати, большинство из которых считали законным королем дальнего родственника Марии, короля Карла III Неаполитанского. Возникли три баронские группы и внутренние анархические условия с напряженностью. Ладислав Лошонци был убежденным сторонником королев и их самым сильным союзником, палатином Николасом Гараи. Поскольку он выступал против притязаний Сигизмунда Люксембургского на венгерский престол и его предполагаемого брака с Марией, королева Елизавета поручила ему возглавить венгерскую делегацию в Париж в июне 1385 года, чтобы начать переговоры о браке Марии с младшим братом короля Франции Карла VI принцем Людовиком, герцогом Орлеанским. Янош V Франкопан и Ладислав Лошонци прибыли в Париж через Падую со 150 рыцарями к следующему месяцу, однако Сигизмунд тем временем вторгся в Верхнюю Венгрию (ныне Словакия), вынудив королеву-мать Елизавету выдать Марию за него замуж в октябре, нейтрализовав дипломатические усилия Лошонци во Франции. Он получил разрешение от папы римского Урбана VI основать августинский монастырь недалеко от приходской церкви Сазрегена (сегодня Регин, Румыния).
Тем не менее Ладислав Лошонци на некоторое время оказался политически опозоренным после своего возвращения из-за растущего влияния Сигизмунда. Кроме того, в декабре Мария без сопротивления отреклась от короны в пользу Карла III Неаполитанского, который был избран сеймом новым королем Венгрии. Он уже был уволен с поста воеводы Трансильвании примерно в сентябре, и его сменил Иштван Лакцфи. После того, как сторонники убитого Карла захватили Марию и ее мать 25 июля 1386 года, Ладислав Лошонци при посредничестве своих родственников из старшей ветви присягнул на верность Сигизмунду в обмен на письмо об амнистии, которое гарантировало сохранение его владений и безнаказанность за его предыдущие действия против властных интересов Сигизмунда. Вскоре после этого Лошонцы был вновь назначен на должность воеводы Трансильвании в сентябре 1386 года. Он участвовал в осаде Новиградского замка, где войска Сигизмунда захватили форт и освободили Марию 4 июня 1387 года (ее мать Елизавета Боснийская была задушена в январе). Лошонци присутствовал при встрече Сигизмунда со своей женой в Загребе 4 июля. Сигизмунд подарил замок Чичо (румынский: Cetatea Ciceu) Ладиславу и Николасу Лошонци за их заслуги в борьбе со сторонниками Карла. Около 1387 года ему также был пожалован замок Бальваньос (ныне руины в Унгураше, Румыния), который оставался собственностью его семьи до смерти его сына Яноша.
Однако лояльность Ладислава Лошонци королю Сигизмунду Люксембургскому была чисто номинальной и вынужденной. Среди других местных баронов он выступал против постоянного присутствия иностранных консультантов и торговцев при королевском дворе. Тем временем старшая ветвь семьи Лошонци также ополчилась против Сигизмунда. Посланники короля Ладислава Неаполитанского тайно связались с Ладиславом Лошонци 7 октября 1390 года, наряду с другими баронами. Хотя также возможно, что в неаполитанской хартии в этом аспекте упоминался Ладислав II Лошонци, бывший бан Хорватии. Тем не менее, к тому времени все ветви Лошонци стали сторонниками сына убитого Карла. Воевода Лошонци и его родня начали военную кампанию из Трансильвании в Буду в августе 1390 года, разрушая по пути владения своих противников. К 20 августа армия достигла комитата Сольнок, где разграбила три деревни Франка Сеченьи, сторонника Сигизмунда, и его брата, Симона Сеченьи, местного врага воеводы. Их восстание было подавлено к концу года, поскольку оно не переросло в гражданскую войну в других регионах королевства. В следующем году Сигизмунд Люксембургский изолировал своего мятежного воеводу, пожертвовав землю местной знати в Трансильвании. Король посетил провинцию в первой половине 1391 года. На сейме Торды он принял законы, которые поддерживали мелкую знать. Например, он ограничил полномочия воеводы в передаче конфискованных земельных владений в Трансильвании, поощряя внутреннюю оппозицию Лошонци.
Тем не менее, воевода страдал от болезни с мая 1391 года. После этого его заместитель Джон Темеш взял на себя повседневные дела и в последний раз появлялся в этом качестве 13 января 1392 года, что подтвердило, что Лошонци тогда был еще жив. Он умер в конце января или в начале февраля. Его вдова в последний раз упоминалась летом 1397 года. После смерти Яноша Бальваньос вернулся в королевскую собственность, а Чичо унаследовали сыновья Миклоша Лошонци.